# Grande-Rue (Sèvres)
Pour les articles homonymes, voir Grande-Rue.
La Grande-Rue à Sèvres, dans les Hauts-de-Seine, est une des plus importantes artères de cette commune,,.

## Situation et accès

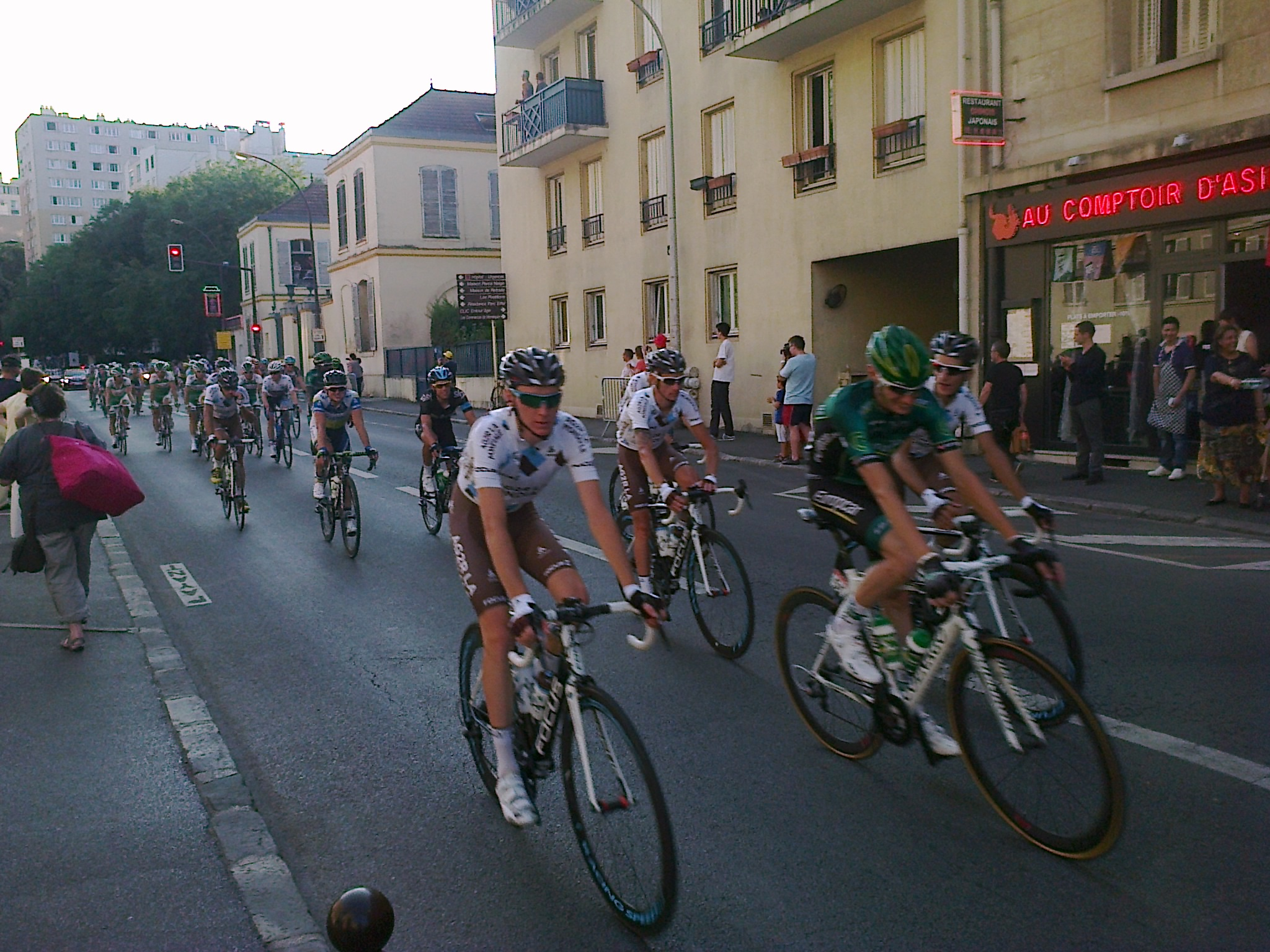
Passage du Tour de France 2013.

Cette voie de communication coupe la ville en deux, en reliant Chaville à la Seine. 
Orientée d'ouest en est, elle descend la vallée et sur son chemin, présente la particularité d'être déviée de la route départementale 10 sur deux-cents mètres, localement appelée avenue de l'Europe, qu'elle quitte, passant notamment la rue de Ville-d'Avray, et rejoint par deux ronds-points aménagés. Plus loin, elle rencontre la rue Brancas puis l'avenue de la Division-Leclerc puis se termine à l'échangeur de la rue de Saint-Cloud, de la route nationale 118 et de la rue Troyon, au bord du fleuve.

## Origine du nom

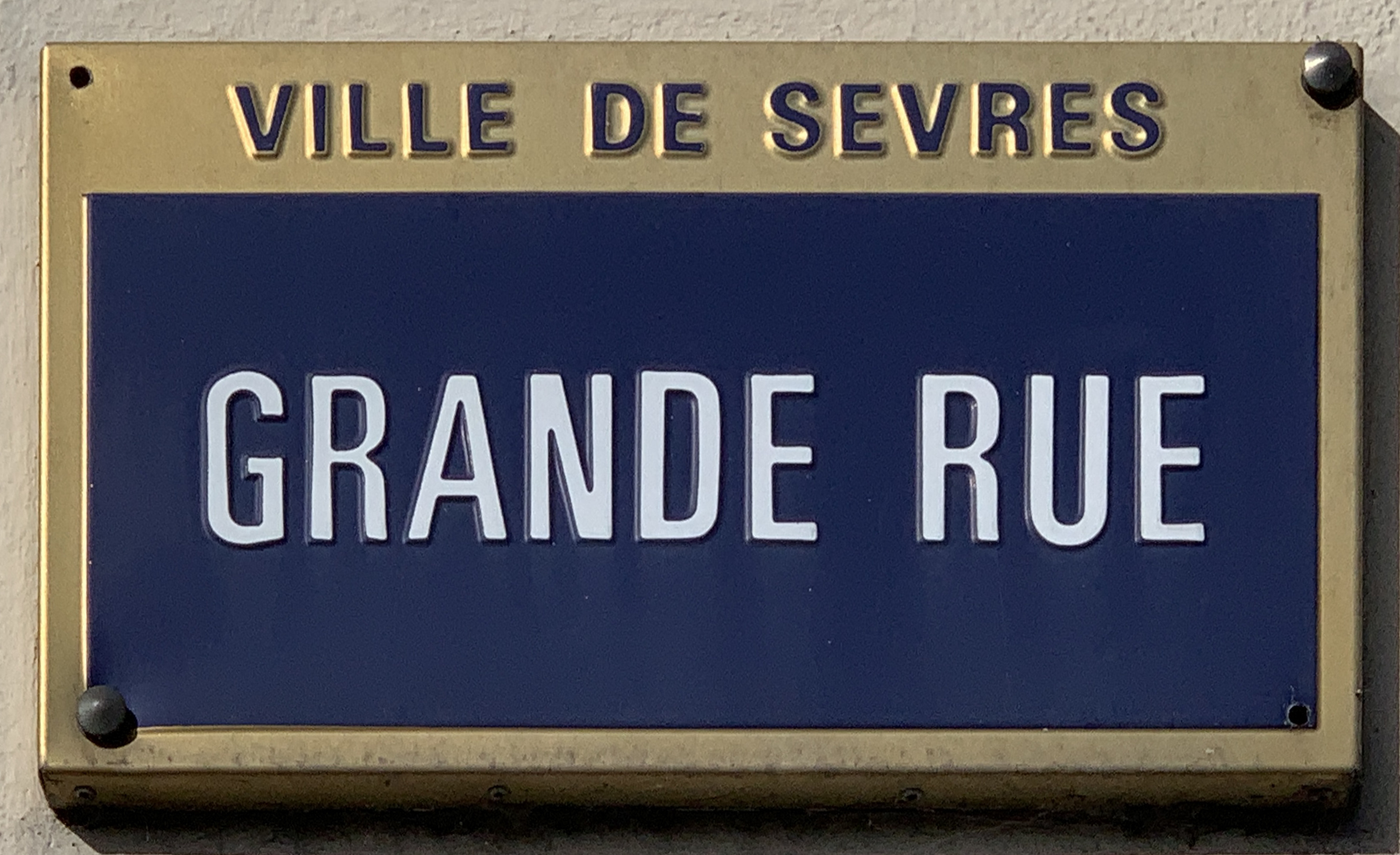
Plaque émaillée de la rue.

Il s'agit de la rue principale de la ville, probablement la plus ancienne et a pris, comme souvent en pareil cas, l'odonyme Grande Rue.

## Historique

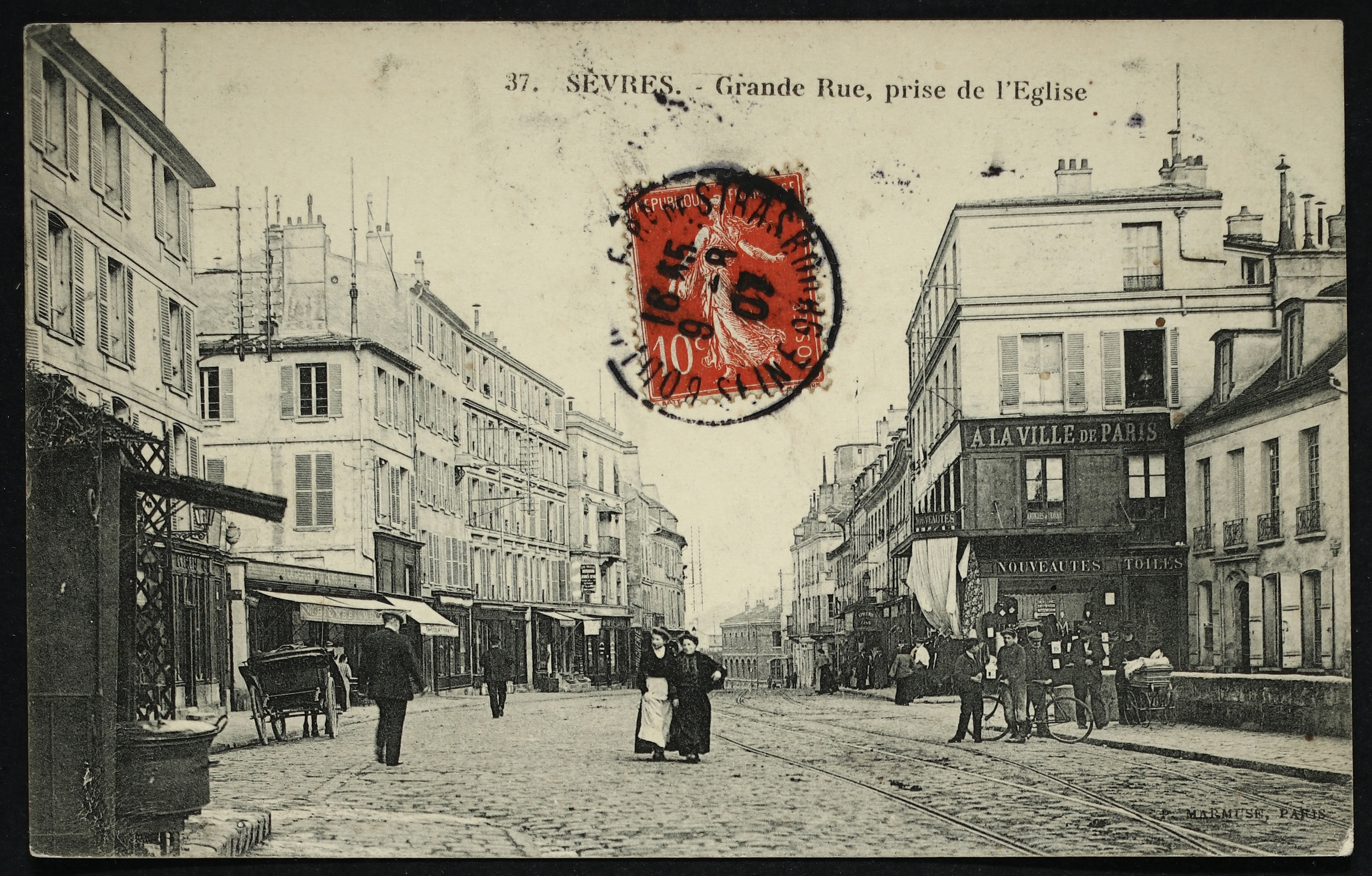
Grande-Rue, prise de l'Église.

Elle suit la vallée étroite autour de laquelle Sèvres a grandi au fil des siècles et est desservie de part et d'autre par plusieurs escaliers anciens, gravissant les deux rives.
Le plan de Delagrive en 1740, la mentionne sous le nom Grande route de Versailles à Paris. 

## Bâtiments remarquables et lieux de mémoire
- Église Saint-Romain de Sèvres, construite aux XIIe et XIIIe siècles.
- Marché Saint-Romain.
- Au no 164, l'hôtel Montespan, construit au XVIIe siècle[6],[7].
- Square Madame-de-Pompadour.
- Square Carrier-Belleuse.
- Au no 17, un immeuble recensé dans l'inventaire général du patrimoine culturel[8].
- Entrée du parc de Saint-Cloud, face à l'avenue de la Division-Leclerc.
- Manufacture de Sèvres.

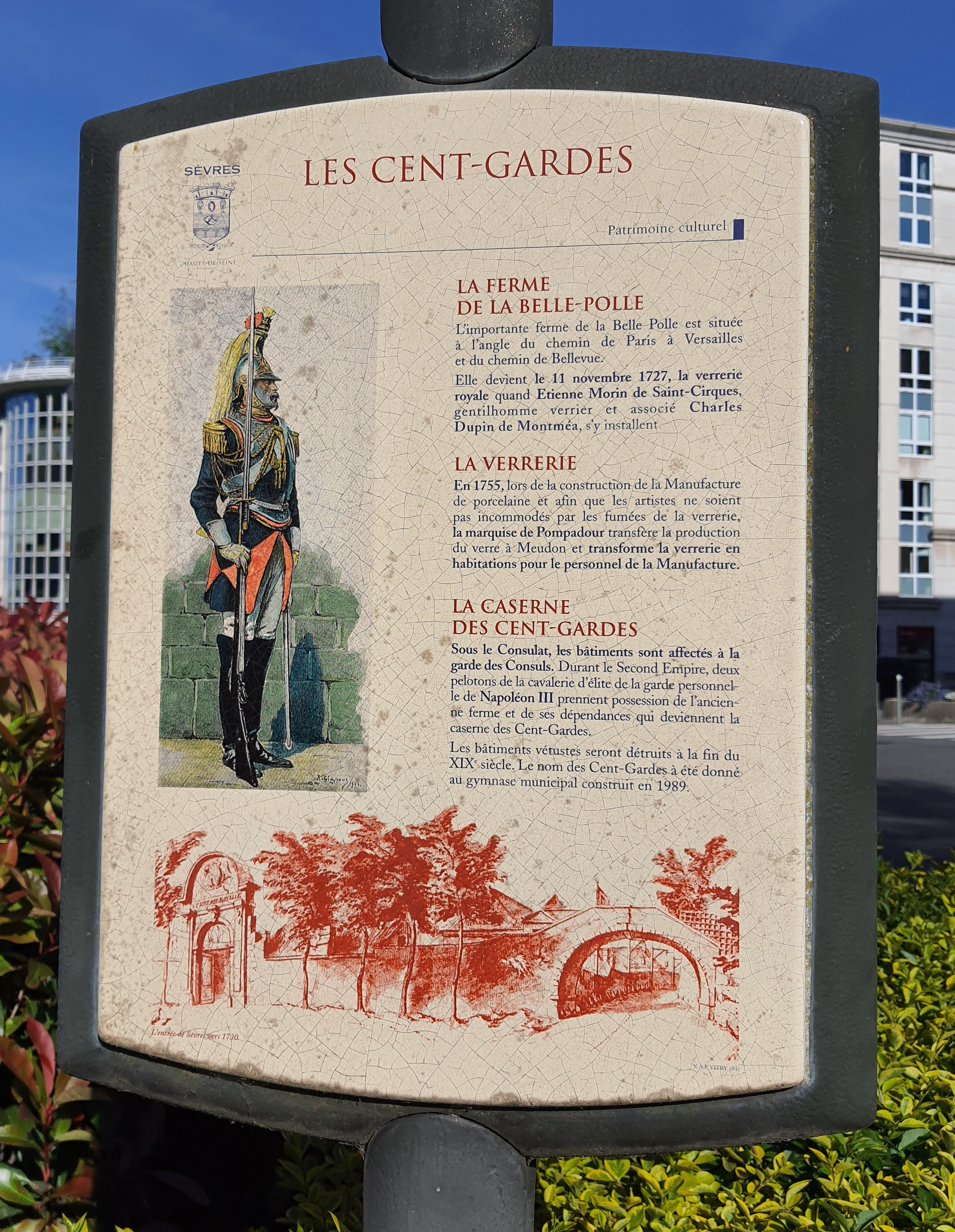
Borne historique placée sur le terre-plein central de la Grande Rue au croisement avec l'avenue de la Division-Leclerc.

- Caserne des Cent-Gardes, ancienne Cristallerie Royale et ancienne ferme de "La Belle Polle".Borne historique placée sur le terre-plein central de la Grande Rue au croisement avec l'avenue de la Division-Leclerc.A l'angle du chemin de Paris à Versailles et du chemin de Bellevue se trouvait l'importante FERME DE LA BELLE-POLLE. Elle devient le 11 novembre 1727, la verrerie royale quand Etienne Morin de Saint-Cirques, gentilhomme verrier et associé Charles Dupin de Montméa, s’y installent. LA VERRERIE : En 1755, lors de la construction de la Manufacture de porcelaine et afin que les artistes ne soient pas incommodés, par les fumées de la verrerie, la Marquise de Pompadour transfère la production du verre à Meudon et transforme la verrerie en habitations pour le personnel de la Manufacture.  LA CASERNE DES CENT-GARDES : Sous le Consulat les bâtiments sont affectés à la garde des Consuls. Durant le Second Empire deux pelotons de la cavalerie d’élite de la garde personnelle de Napoléon III prenne possession de l’ancienne ferme et de ses dépendances qui deviennent la caserne des Cent-Gardes.  Les bâtiments vétustes seront détruits à la fin du XIXe siècle. Le nom des Cent-Gardes a été donné au gymnase municipal construit en 1989 et, par extension, à la vigne municipale qui jouxte le gymnase. Une borne historique placée sur le terre-plein de la GRANDE RUE à l'angle avec l'avenue de la Division-Leclerc rappelle ces bâtiments remarquables et lieu de mémoire.